# Актові книги (нотаріат)
Актові книги — нотаріальні книги, у яких ведуться записи тобто проводиться реєстрація нотаріально засвідчених актів і угод після перевірки їх відповідності, достеменності, законності, чинності.
Про всі нотаріальні дії, вчинені нотаріусами, робиться запис в актовій книзі (зараз називається Реєстр для реєстрації нотаріальних дій, або просто Реєстр).